# Thomas Sopwith
Sir Thomas Octave Murdock Sopwith (18. ledna 1888 – 27. ledna 1989) byl britský letecký průkopník a podnikatel v letectví, známý též jako vášnivý jachtař. Věnoval se také lednímu hokeji, jako brankář britské reprezentace se v roce 1910 zúčastnil prvního mistrovství Evropy. 

## Život
Narodil se v Londýnské čtvrti Kensington jako osmé dítě a jediný syn stavebního inženýra. Vystudoval Cottesmore School v Hove a později Seafield Park Engineering College v Lee-on-Solent.
Poté, co pozoroval Johna Moisanta, když poprvé s pasažéry na palubě přeletěl kanál La Manche, začal se zajímat o letectví. Svůj první let uskutečnil v letounu Farman blízko Brooklands s Gustavem Blondeau. Brzy se naučil létat na jednoplošníku British Avis a zcela sám poprvé pilotoval letoun 22. října 1910, i když havaroval po necelých 300 metrech. Dělal však rychlé pokroky a 22. listopadu byl za svou píli odměněn Královským aeroklubem (Royal Aero Club) pilotním průkazem č. 31.
18. prosince 1910 vyhrál cenu 4 000 liber šterlinků vyhlášenou baronem Arnoldem de Forest za nejdelší let z Británie na evropskou pevninu v letounu britské výroby, dvouplošníku Howard-Wright. Uletěl 272 km (169 mil) za 3 hodiny a 40 minut. Výhry využil k založení Letecké školy Sopwith (Sopwith School of Flying) v Brooklands. V červnu 1912 spolu s Fredem Sigristem a dalšími společníky založil firmu Sopwith Aviation Company. Firma vyráběla nejúspěšnější britská letadla nasazená v první světové válce, nejvíce známým byl letoun Sopwith Camel. Za své zásluhy o vítězství Velké Británie v první světové válce byl Thomas Sopwith v roce 1918 vyznamenán Řádem britského impéria.
Činnost firmy byla ukončena v roce 1920. Později byla založena nová firma pojmenovaná podle jejího hlavního inženýra Harryho Hawkera. Sopwith v této firmě působil jako předseda představenstva.
V letech 1934 a 1937 byl vyzyvatelem Amerického poháru v jachtingu, kterého se zúčastnil se svými jachtami Endeavour a Endeavour II.
Jeho jachty byly na tehdejší dobu vybaveny pokročilými technologiemi a Sopwith sám se zúčastnil obou závodů jako kormidelník.
V roce 1953 byl Thomas Sopwith pasován na rytíře (Sir Thomas). Po znárodnění letecké továrny Hawker Siddeley pokračoval v práci jako konzultant až do roku 1980. Na počest svých stých narozenin byl vyznamenán leteckou přehlídkou, která probíhala nad jeho bydlištěm. Thomas Octave Murdock Sopwith zemřel v Hampshire 27. ledna 1989 ve svých 101 letech.